# Aqüeducte del Mas d'en Puig
L'Aqüeducte del Mas d'en Puig és una obra de Corbera de Llobregat (Baix Llobregat) inclosa a l'Inventari del Patrimoni Arquitectònic de Catalunya.

## Descripció
Situat enmig d'una zona boscosa, a pocs metres de l'antic camí de Corbera de Llobregat. Construcció amb pedra de la zona, lleugerament escairada i lligada amb morter. Consta d'un arc de mig punt ultrapassat per salvar el torrent, afluent de la riera de Corbera. Les seves dimensions són d'uns 15 metres de llarg aproximadament una amplada a la part superior d'aproximadament un metre.